# Lê Hồng Quang (Kiên Giang)
Lê Hồng Quang (tên khác: nhà báo Hoàng Kỳ, sinh ngày 23 tháng 11 năm 1968 tại tỉnh Kiên Giang, Việt Nam) là một chính trị gia người Việt Nam. Trong Đảng Cộng sản Việt Nam, ông hiện là Ủy viên Ban Chấp hành Trung ương Đảng khóa XIII, Phó Trưởng Ban Nội chính Trung ương 

## Xuất thân
Ông sinh năm 1968 tại xã Vĩnh Bình Nam, huyện Vĩnh Thuận, tỉnh Kiên Giang. Ông thường trú ở quận 10, Thành phố Hồ Chí Minh.

## Giáo dục
Trình độ học vấn: Tiến sĩ luật học - Cử nhân Kinh tế, Cao cấp lý luận chính trị

## Sự nghiệp

### Tòa án nhân dân tối cao
- Ngày 01/8/1985: Cán bộ, ngành Kiểm sát tỉnh Kiên Giang.[3]
- Ngày 01/01/1992: Công tác nghiệp vụ tại TAND TP. Hồ Chí Minh.[3]
- Từ 3/1996-5/2003: Bí thư Đoàn Thanh niên TAND TP. Hồ Chí Minh.[3]
- Từ 4/1998-5/2003: Thẩm phán TAND TP. Hồ Chí Minh.[3]
- Từ 10/2000-5/2003: Thẩm phán xét xử kiêm phụ trách công tác tổ chức cán bộ, TAND TP. Hồ Chí Minh.[3]
- Tháng 5/2003: Thẩm phán TAND tối cao (công tác tại Tòa Phúc thẩm - TAND tối cao tại TP. Hồ Chí Minh), Giảng viên Học viện Tư pháp.[3]
- Tháng 5/2008: Tái bổ nhiệm làm Thẩm phán TAND tối cao.[3]
- Tháng 10/2008: Tổng Biên tập Tạp chí Tòa án nhân dân.[3]
- Ngày 21/8/2009: Phó Trưởng ban Ban Biên tập Cổng thông tin điện tử TAND tối cao.[3]
- Ngày 17/5/2010: Bí thư Chi bộ, Tạp chí Tòa án nhân dân.[3]
- Tháng 8/2010: Ủy viên Ban Thường vụ, Trưởng ban Tuyên giáo Đảng ủy TAND tối cao; Ủy viên Hội đồng Khoa học TAND tối cao; Ủy viên Hội đồng trường, Trường Cán bộ Tòa án.[3]
- Từ 20/6/2013: Tái bổ nhiệm làm Thẩm phán TAND tối cao.[3]
- Từ 23/10/2013: Tổng Biên tập Tạp chí Tòa án nhân dân.[3]
- Từ 20/8/2013 - 20/12/2013: Học lớp dự nguồn cán bộ cao cấp tại Học viện Chính trị - Hành chính Quốc gia Hồ Chí Minh.[3]
- Tháng 1/2014: ông được Chủ tịch nước Trương Tấn Sang bổ nhiệm làm Phó Chánh án TAND tối cao.[3]

### Tỉnh ủy Tiền Giang
- Ngày 01/4/2014: ông được Bộ Chính trị điều động làm Phó Bí thư Tỉnh uỷ Tiền Giang.[3]
- Tại Đại hội Đảng bộ tỉnh Tiền Giang (tháng 10 năm 2015), ông được bầu giữ chức Phó Bí thư thường trực Tỉnh ủy Tiền Giang.[3]

### Thẩm phán, Phó Chánh án Tòa án nhân dân tối cao
- Ngày 19 /6/2017: ông được Quốc hội phê chuẩn làm Thẩm phán Tòa án nhân dân tối cao (có 387/465 đại biểu có mặt đồng ý chiếm 78,81% tổng số đại biểu).[4]
- Ngày 21/6/2017: Chủ tịch nước Trần Đại Quang trao quyết định bổ nhiệm chức danh Thẩm phán TTAND tối cao, chức vụ Phó Chánh án Tòa án nhân dân tối cao Việt Nam. Cũng tại buổi lễ, sau khi được trao quyết định, ông khẳng định sẽ nỗ lực rèn luyện, tiếp tục hoàn thiện mình, nâng cao trình độ chuyên môn nghiệp vụ, bảo vệ Đảng Cộng sản Việt Nam và bảo vệ chế độ xã hội chủ nghĩa.[5]

### Bí thư Tỉnh ủy An Giang
- Ngày 16/4/2021: Thường trực Ban Bí thư ký quyết định số 68 về việc điều động phân công giữ chức Bí thư Tỉnh ủy An Giang. Theo đó, ông thôi giữ chức Phó Bí thư Ban cán sự TAND tối cao để chỉ định tham gia Ban Chấp hành, Ban Thường vụ và giữ chức Bí thư Tỉnh ủy An Giang nhiệm kỳ 2020 - 2025.[6]

## Phó Trưởng Ban Nội chính Trung ương
- Chiều ngày 30 tháng 06 năm 2025, Ban Nội chính Trung ương tổ chức hội nghị triển khai quyết định của Bộ Chính trị về công tác cán bộ. Tại hội nghị, Phó trưởng Ban Thường trực Ban Tổ chức Trung ương Hoàng Đăng Quang công bố quyết định của Bộ Chính trị. Theo đó, ông Lê Hồng Quang - Ủy viên Trung ương Đảng, bí thư Tỉnh ủy An Giang (cũ) - thôi tham gia Ban Chấp hành, Ban Thường vụ Tỉnh ủy và thôi giữ chức bí thư Tỉnh ủy An Giang nhiệm kỳ 2020-2025. Đồng thời điều động, phân công, bổ nhiệm giữ chức phó trưởng Ban Nội chính Trung ương.[1]